# Unipro

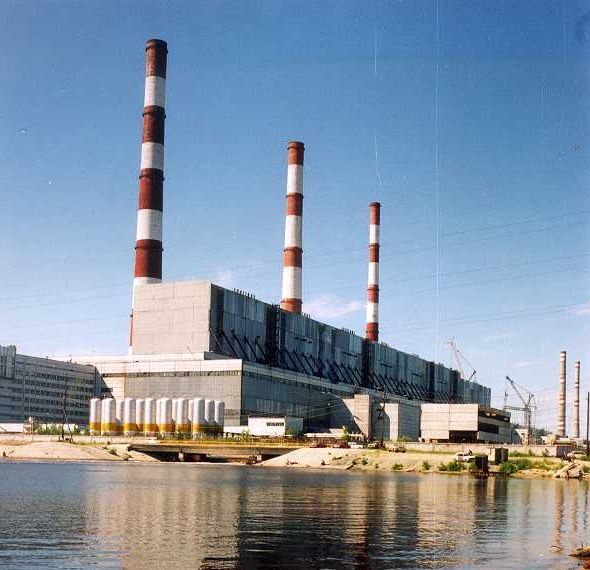
Surgutskaja GRES-2

Unipro (russisch Юнипро; bis 2011 OGK-4, von 2011 bis 2016 E.ON Russia) ist ein Stromversorger in Russland. Eine Mehrheitsbeteiligung lag beim Uniper-Konzern, bis im April 2023 der russische Staat die Kontrolle über das Unternehmen übernahm.

## Anlagen
Unipro betreibt fünf Kraftwerke mit einer Leistung von zusammen 11.205 Megawatt:
- Surgutskaja GRES-2 (in Surgut, Autonomer Kreis der Chanten und Mansen/Jugra) – 5657 MW
- Berjosowskaja GRES (in Scharypowo, Region Krasnojarsk) – 2400 MW
- Schaturskaja GRES (in Schatura, Oblast Moskau) – 1493 MW
- Jaiwinskaja GRES (in Jaiwa, Region Perm) – 1025 MW
- Smolenskaja GRES (in Osjorny, Oblast Smolensk) – 630 MW

## Geschichte
Russlands Energiewirtschaft geht auf UES, den staatlichen Energieerzeuger der UdSSR, zurück. Die teilweise Privatisierung von UES erfolgte in 14 regionale Stromerzeuger (sogenannte ТГК/Территориальные генерирующие компании, englisch TGC/Territorial Generating Companies) und 6 Stromerzeuger mit Kraftwerken im ganzen Land. Der Unipro-Vorläufer OGK-4 (Оптовая генерирующая компания, deutsch: Großhandelsstromerzeugungsunternehmen) war einer von ihnen (daneben existierten oder existieren OGK-1, OGK-2, OGK-3, OGK-5, OGK-6).
Im Oktober 2007 übernahm E.ON Russia Power, ein Tochterunternehmen von E.ON, einen Anteil von 78,3 Prozent an OGK-4. E.ON investierte massiv in die Kraftwerke: Der Bau von zwei neuen Energieblöcken in Surgutskaja und weitere Maßnahmen verschafften den E.ON eine zusätzliche Kapazität von 2.400 MW für in den vier russische Kraftwerke Beresowskaja, Jaiwinskaja, Surgutskaja und Schaturskaja des Stromerzeugers OGK-4. E.ON investierte etwa 2,3 Mrd. Euro.
Zum Ende des Geschäftsjahres 2012 hielt die E.ON SE 83,7 Prozent an E.ON Russia. Im Juli 2011 wurde das Unternehmen in E.ON Russia JSC umbenannt.
E.ON kündigte Ende November 2014 an, Unternehmensteile abzuspalten. Die neue Gesellschaft mit dem Namen Uniper konzentriert sich auf konventionelle Erzeugung, globalen Handel und Exploration. Dazu gehören auch E.ON Russia Power, die Beteiligung an der Nord-Stream-Pipeline und an dem brasilianischen Unternehmen Eneva. Die alte E.ON soll sich auf erneuerbare Energien und das Netzgeschäft konzentrieren.
Das Unternehmen wurde dann im Juni 2016 in Unipro JSC umbenannt. 2017 übernahm der finnische Konzern Fortum Uniper samt der Tochter Unipro JSC.
Infolge des russischen Überfalls auf die Ukraine 2022 wollte Uniper nach eigenen Angaben Unipro verkaufen, erhielt dafür jedoch keine Genehmigung von den russischen Behörden. Im Dezember 2022 verstaatlichte die Bundesrepublik Deutschland Uniper. Uniper gab an, dass es ab Ende 2022 die operative Kontrolle über Unipro faktisch nicht mehr ausüben konnte, und schrieb sein Russland-Geschäft vollständig ab. Im April 2023 wurde Unipro per präsidentiellem Dekret unter die Kontrolle eines staatlichen russischen Vermögensfonds gestellt.